# 권수평
권수평(權守平, ?~1250년)은 고려의 문신이다. 벼슬이 추밀원부사(樞密院副使)에 이르렀다. 본관은 안동(安東)이다.

## 가족
- 아들 : 권위(權韙)
  - 손자 : 권단(權㫜)
    - 고손자: 권겸(權謙)